# پیموبندان
پیموبندان (انگلیسی: Pimobendan) یک داروی دامپزشکی است  این یک حساس کننده کلسیم و یک مهارکننده انتخابی فسفودی استراز ۳ (PDE3) با اثرات مثبت اینوتروپیک و گشادکننده عروق است.
پیموبندان در مدیریت نارسایی قلبی در سگ‌ها استفاده می‌شود، که بیشتر به دلیل بیماری دریچه میترال میکسوماتوز (که پیش‌تر به عنوان آندوکاردیوز نیز شناخته می‌شد) یا کاردیومیوپاتی متسع ایجاد می‌شود. پژوهش‌ها نشان داده است که پیموبندان به عنوان یک تک درمانی، زمان بقا را افزایش می‌دهد و کیفیت زندگی را در بیماران سگ مبتلا به نارسایی احتقانی قلب ثانویه به بیماری دریچه میترال در مقایسه با بنازپریل، یک مهارکننده ACE، بهبود می بخشد. با این حال، در عمل بالینی، اغلب همراه با یک مهارکننده ACE مانند انالاپریل یا بنازپریل استفاده می‌شود.

## مکانیسم عمل
پیموبندان یک اینوتروپ مثبت است (انقباض میوکارد را افزایش می دهد).  این کارآیی اتصال تروپونین قلبی را در میوفیبریل به یون‌های کلسیمی که قبلاً در سیستول وجود دارد، حساس می‌کند و افزایش می‌دهد.  در قلب های عادی مصرف اکسیژن و انرژی را به اندازه دوبوتامین افزایش می دهد اما در قلب های بیمار ممکن است اینطور نباشد.  پیموبندان همچنین با مهار عملکرد PDE3 باعث اتساع عروق محیطی می شود.  این منجر به کاهش مقاومت در برابر جریان خون از طریق شریان‌های سیستمیک می‌شود، که باعث کاهش پس‌بار (کاهش بار کاری قلب نارسا) و کاهش میزان نارسایی میترال می‌شود.